# Municipio de Watauga (Carolina del Norte)
El municipio de Watauga (en inglés: Watauga Township) es un municipio ubicado en el  condado de Watauga en el estado estadounidense de Carolina del Norte. En el año 2010 tenía una población de 3.558 habitantes.

## Geografía
El municipio de Watauga se encuentra ubicado en las coordenadas 36°11′16.46″N 81°45′19.39″O / 36.1879056, -81.7553861.